# ″
Znak ″ (anglicky double prime; Unicode U+2033), dvojitý ′, může symbolizovat:
- sekundy
- úhlové vteřiny
- druhou derivaci